# 池田匡志
池田 匡志（いけだ まさし、1999年12月13日 - ）は、日本の俳優。徳島県出身。エープラス所属。

## 来歴
2018年、第31回ジュノン・スーパーボーイ・コンテストに応募し、ベスト15入りした。
2021年、テレビドラマ『TOKYO MER〜走る緊急救命室〜』で俳優デビュー。
2023年、スーパー戦隊シリーズ『王様戦隊キングオージャー』にジェラミー・ブラシエリ / スパイダークモノス役で出演。また、これに伴ってナレーションとしても第1話から出演していたことが明かされた。

## 人物
- 趣味は、映画鑑賞、ドラマ、アニメを見ること[1]。特技は、サッカー、ドラム、アコースティックギター[1]。好きな仮面ライダーシリーズは『仮面ライダー555』[4]。
- 徳島県立徳島北高等学校時代には徳島県代表として、第96回全国高等学校サッカー選手権大会にも出場した（背番号10番）[9]。
- 大学入試のために上京した際に、エープラスに声を掛けられたことで俳優への一歩を覚悟を決めて踏み出したときに、若手の登竜門である特撮作品のオーディションに臨むチャンスをもらい、子供のころから憧れを叶えるぞと思いながら、『キングオージャー』のオーディションを受けたという[4]。

## 出演

### テレビドラマ
- TOKYO MER〜走る緊急救命室〜 第10話（2021年9月5日、TBS） - 関東医科大学の医学生 役
- もしも、イケメンだけの高校があったら（2022年1月15日 - 3月19日、テレビ朝日） - 安藤匡志 役[10]
- 絶対BLになる世界VS絶対BLになりたくない男 シーズン2（2022年3月20日、CSテレ朝チャンネル1） - 鈴野 役[11]
- 君の花になる 第1話・第6話・第7話（2022年10月18日・11月22日・29日、TBS） - 東良介 役[12][13]
- アカイリンゴ（2023年1月23日 - 3月27日、ABCテレビ） - 西袋鉄矢 役[14]
- 王様戦隊キングオージャー（2023年3月5日 - 2024年2月25日、テレビ朝日） - ジェラミー・ブラシエリ / スパイダークモノス 役[注 1]、ナレーション[8]
- 買われた男（2024年4月18日 - 6月20日、テレビ大阪） - シアン 役[15]
- 晩酌の流儀3 第3話（2024年7月13日、テレビ東京） - 西夏彦 役[16]
- 伝説の頭 翔 第2話（2024年7月26日、テレビ朝日） - 瀬山新二 役[17]
- ROOM〜史上最悪の一期一会（2024年8月27日 - 9月24日、BS-TBS・BS-TBS 4K） - 秋彦 役[18]
- 今夜は…純烈 第5話（2025年3月19日、テレビ東京） - 貴島晴翔 役
- ワタシってサバサバしてるから2 第5話 - 第7話（2025年5月12日 - 14日、NHK総合） - 坂上 役
- 雨上がりの僕らについて（2025年7月3日 - 、テレビ東京） - 主演・奏振一郎 役（堀夏喜とダブル主演）[19]
- 私の彼が姉の夫になった理由（2025年8月8日 - 、毎日放送） - 牧野崇利 役[20]

### 映画
- 女子高生に殺されたい（2022年4月1日公開、日活） - クラスメイト 役
- 映画 王様戦隊キングオージャー アドベンチャー・ヘブン（2023年7月28日公開、東映） - ジェラミー・ブラシエリ / スパイダークモノス 役[21]
- 闇金ドッグスX（2024年8月10日） - 渡辺恒彦 役[22]

### 配信ドラマ
- スーパー戦隊シリーズ
  - 王様戦隊キングオージャー IN SPACE（2024年11月10日、東映特撮ファンクラブ） - ジェラミー・ブラシエリ / スパイダークモノス 役[23]
  - 爆上戦隊ブンブンジャー formation lap 始末屋 オブ ギャラクシー（2025年7月13日、東映特撮ファンクラブ） - ジェラミー・ブラシエリ 役[24]
- 本気で恋してたって話 - Episode 1・Episode 2（2025年1月3日・4日、Youtube 手がクリームパン）
- ハイスペ弁護士との同居生活は最低で最高です。（2025年4月2日配信、BUMP） - 主演・芦名律 役[25]
- 新選組純恋紀（2025年4月15日配信、Vigloo） - 藤堂平助 役

### 舞台
- スーパー戦隊シリーズ - ジェラミー・ブラシエリ / スパイダークモノス 役
  - 王様戦隊キングオージャーショー 王様、この地に集う!（2024年2月3日 - 3月17日、シアターGロッソ）[26]
  - 王様戦隊キングオージャー ファイナルライブツアー2024（2024年3月31日、静岡市民文化会館 / 4月7日、札幌文化芸術劇場 hitaru / 4月14日、仙台サンプラザホール / 4月21日、新潟県民会館 / 4月27日・28日、Niterra日本特殊陶業市民会館 / 5月11日、広島文化学園HBGホール / 5月12日、福岡サンパレス / 5月18日・19日、オリックス劇場）[27]
- ROOM（2024年5月21日、こくみん共済coopホール）[28]
  - ROOM 2025（2025年6月26日・28日・29日、シアターサンモール）[29]
- ZIPANGU～遥かなる路～（2025年4月9日 - 4月19日、博品館劇場）　- 猪仙坊 役

### オリジナルビデオ
- スーパー戦隊シリーズ（東映ビデオ） - ジェラミー・ブラシエリ / スパイダークモノス 役
  - 王様戦隊キングオージャーVSドンブラザーズ（2024年10月9日）[30]
  - 王様戦隊キングオージャーVSキョウリュウジャー（2024年10月9日）[31]
  - 爆上戦隊ブンブンジャーVSキングオージャー（2025年10月29日）[32]

### バラエティ番組
- あざとくて何が悪いの?「あざと連ドラ『東京であざとく頑張って何が悪いの? 〜上京ガールの成長日記〜』」（2022年6月5日 - 9月25日、テレビ朝日） - 寺坂晃 役[33]
- 土曜はナニする!?「イケドラ」（2024年7月6日 - 7月27日、関西テレビ・フジテレビ） - 主演[34]

### CM
- LINEMO 「スカジャン 通話オプション定額CP篇」（2023年7月14日 - 2024年1月4日）

### MV
- 手がクリームパン「本気で恋してたって話」（2025年1月5日）

### イベント
- 兵庫県立大学商大祭池田匡志トークショー（2024年11月3日）
- 王様戦隊キングオージャー完結記念イベントin上海（2025年1月19日）
- 池上本門寺節分追儺式（2025年2月2日）
- 王様戦隊キングオージャーフィルム・コンサート（2025年5月30日、府中の森芸術劇場どりーむホール）

### 玩具
- 王様戦隊キングオージャー オージャカリバー -MEMORIAL EDITION-（2024年11月27日）
- 王様戦隊キングオージャー クモノスレイヤー -MEMORIAL EDITION-（2025年2月19日） - ジェラミー・ブラシエリ 役[35]

## 書籍

### デジタル写真集
- BoyAge-ボヤージュ- Extra 池田匡志（2022年2月14日、KADOKAWA）ASIN B09R72VC17

### カレンダー
- 池田匡志 2025壁掛けポスターカレンダー（2024年10月26日、トライエックス）JAN 4589460049812
- 池田匡志 2025卓上カレンダー（2024年10月26日、トライエックス）JAN 4589460049829

## ディスコグラフィ

### キャラクターソング
| 発売日       | 商品名                                              | 歌                                                    | 楽曲                     | 備考                                               |
| ------------ | --------------------------------------------------- | ----------------------------------------------------- | ------------------------ | -------------------------------------------------- |
| 2024年2月7日 | 王様戦隊キングオージャー キャラクターソングアルバム | スパイダークモノス/ジェラミー・ブラシエリ（池田匡志） | 「線上のトリックスター」 | 特撮テレビドラマ『王様戦隊キングオージャー』関連曲 |